# ثورنتون (كولورادو)
ثورنتون (بالإنجليزية: Thornton) هي مدينة أمريكية  تابعة لإقليم آدامز في مقاطعة ويلد تقع في الجزء الشمال الغربي من المقاطعة التي تقع شمال كولورادو بالقرب من دنفر عاصمة الولاية التي تبعد عنها حوالي 10 كم ويقطنها حوالي 105182 نسمة حسب إحصائيات سنة 2010.

## أعلام
- نيكي مارشال
- أدريان مورا
- برونسون ماثيوز

## روابط
- الموقع الرسمي للمدينة